# Degraus da Vida
Degraus da Vida é um filme brasileiro não finalizado de 1930 dirigido por Lourival Agra. Este foi o primeiro trabalho de Carmen Miranda no cinema, mas o filme nem chegou a ser iniciado, com apenas uma seqüência rodada na Quinta da Boa Vista.

## Produção
Segundo a revista Cinearte em sua edição publicada em 24 de abril de 1929, Lourival Agra, diretor e produtor do filme, pretendia iniciar as gravações do "fotodrama" usando filme de 9 milímetros. O roteiro escrito por ele mesmo seria inicialmente estrelado Lelita Schoen, mas está foi substituída depois por Carmen Miranda. Este seria o primeiro filme produzido pela Agra Film do Brasil, empresa criada por Lourival, mas uma retificação publicada semanas depois na mesma revista, dava como suspenso a produção até que o projeto pudesse ser iniciado novamente em "película standard".